# Буальи, Луи-Леопольд
Луи-Леопольд Буальи, также Буайи либо Буайли (фр. Louis-Léopold Boilly, 5 июля 1761, Ла-Басе, департамент Нор — 4 января 1845, Париж) — французский живописец, рисовальщик и литограф сентиментально-салонного направления периода правления Директории (1795—1799).

## Биография
Луи-Леопольд Буальи родился в Ла-Басе на севере Франции в 1761 году в скромной семье местного скульптора по дереву. Он вырос в Дуэ, до семнадцатилетнего возраста учился рисовать у Шарля-Александра-Жозефа Колле. Затем, прежде чем переехать в Париж в 1787 году, он изучал живопись в стиле тромплёй (trompe l’oeil) в Аррасе у Доминика Донкре.
Чтобы заработать на жизнь стал подрабатывать портретами. Между 1789 и 1791 годами он выполнил ряд заказов для авиньонского коллекционера Эспри Кальве. Его ранняя живописная манера напоминает сентиментальный и морализаторский стиль Ж.-Б. Грёза и Ж.-О. Фрагонара, а также жанр, в который он постепенно интегрировал точность и тщательность моделировки формы цветом, почерпнутую у голландских мастеров прошлого столетия, картины которых он собирал для своей скромной коллекции.
Буальи впервые показал свои работы в Парижском Салоне 1791 года и стал известен портретами и картинами-обманками, а также сценками бытового жанра, в том числе на «галантные» и непристойные темы. В 1794 году он был осужден художником Жаном-Батистом Викаром, пуританским революционером. Народно-республиканское общество искусств (Société populaire et républicaine des Arts) и Комитет общественной безопасности пригрозили привлечь художника к ответственности за непристойность распространяемых им изображений. В свою защиту он пригласил агентов Комитета к себе в мастерскую и показал им серию полотен на патриотические темы, в том числе «Триумф Марата», выполненный по случаю конкурса, организованного революционным правительством.
В 1787 году Луи-Леопольд женился на Мари-Мадлен Деслин (Marie-Madeleine Desligne), а затем, овдовев в 1795 году, на Аделаиде-Франсуазе Ледюк (Adélaïde-Françoise Leduc), у него было шесть сыновей. Жюльен Леопольд (1796—1874) и Эдуард (1799—1854) стали живописцами, Альфонс (1801—1867) занимался изготовлением гравюр по живописным оригиналам.
В 1833 году Луи-Леопольд Буальи был удостоен звания кавалера ордена Почётного легиона и стал членом Института Франции. Скончался в 1845 году в возрасте восьмидесяти трёх лет. Похоронен в Париже на кладбище Пер-Лашез (23-й отдел).

## Творчество
Ранние рисунки и картины художника демонстрируют образ жизни среднего класса во Франции в конце XVIII — начале XIX века. Его тщательно продуманные и выполненные картины отражают всё разнообразие городской жизни, её костюмов и обычаев, между революционным периодом и временем Реставрации Бурбонов, однако Буальи оказался в стороне от столичного стиля Империи и в этом смысле его творчество является глубоко консервативным. Картины Буальи были оценены публикой парижского Салона, которая в 1804 году наградила его золотой медалью.
«Тончайшие цветовые моделировки, изящество рисунка и лёгкая сентиментальность на грани с салонностью, ассоциирующиеся со стилем рококо, характерны как для творчества этого художника, так и для всей французской живописи периода Директории и последующего времени накануне стиля Империи Наполеона Бонапарта», писал В. Г. Власов .
В 1823 году Буальи создал серию юмористических литографий под названием «Гримасы» (Les Grimaces). Его работы, насчитывающие около 4500 портретов (из которых сохранилась лишь десятая часть), имеют документальную ценность. Буальи, один из немногих художников, выступавших против революционных режимов, от Террора до Империи. Он изображал повседневную, мирную жизнь маленьких людей. Его единственная война «велась вокруг бильярдного стола и противопоставления молодых женщин растерянным мужчинам».

## Галерея

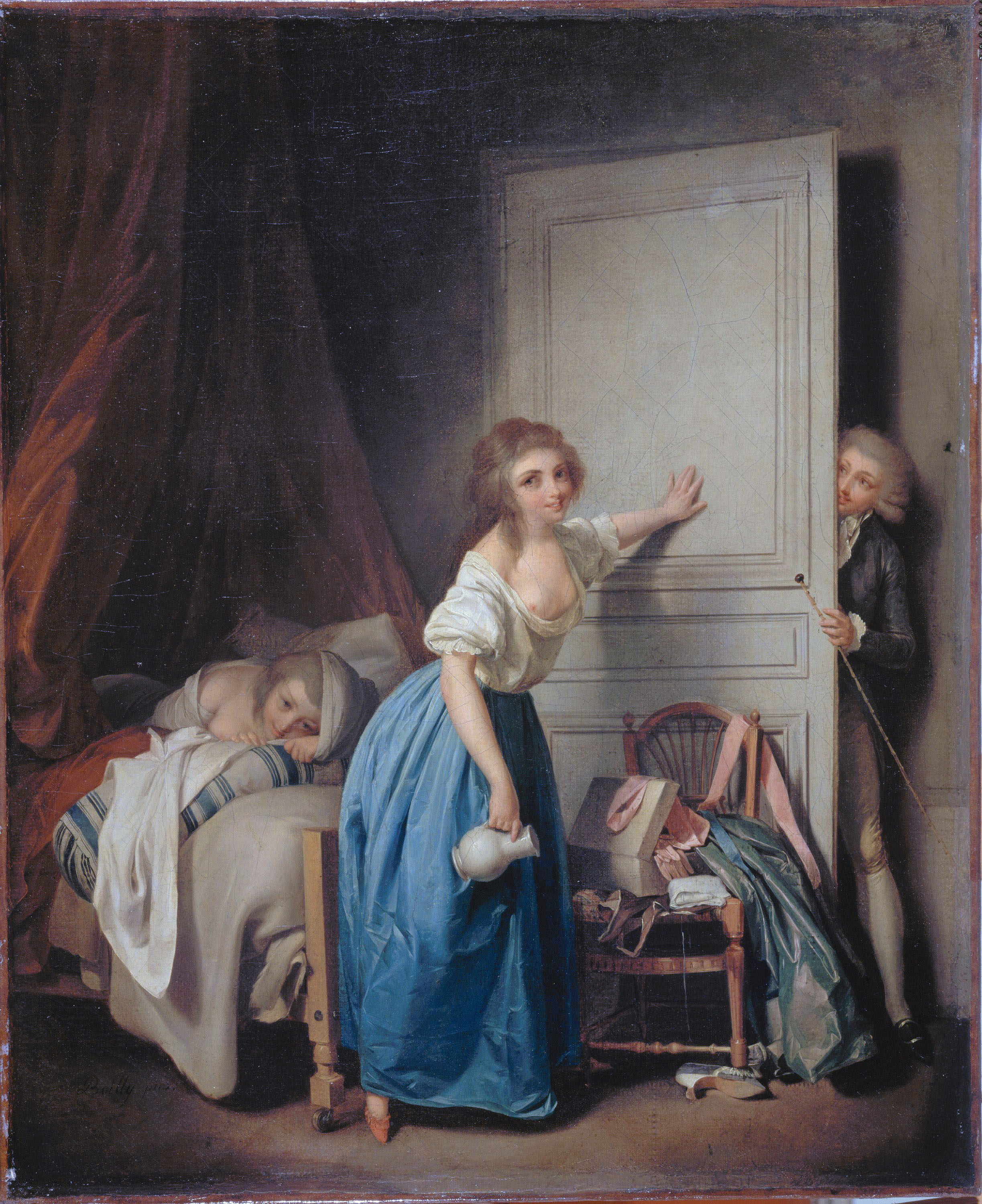
Нескромный. Ок. 1795. Холст, масло. Музей Коньяк-Жэ, Париж
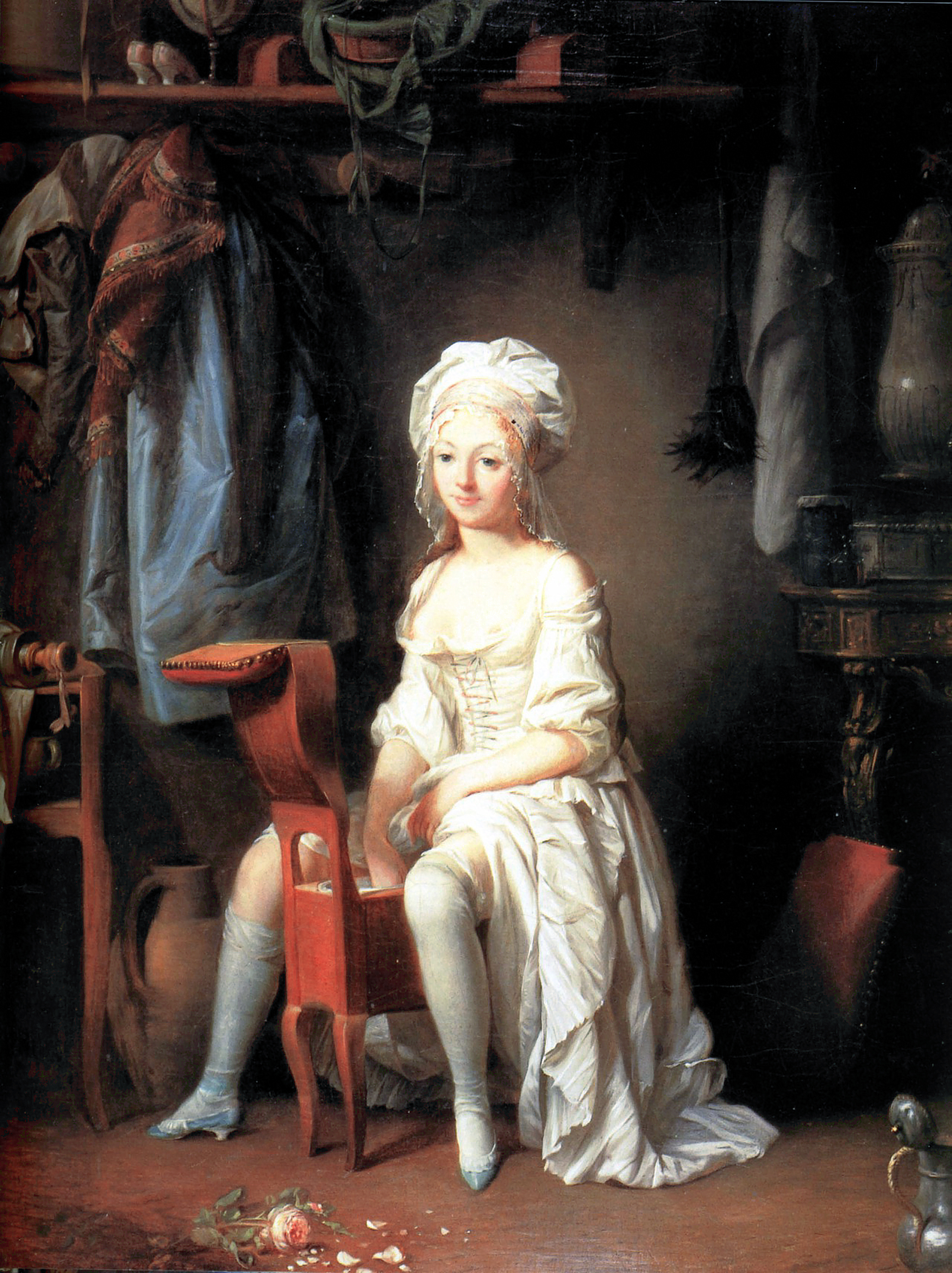
Интимный туалет, или сорванная роза. Местонахождение неизвестно
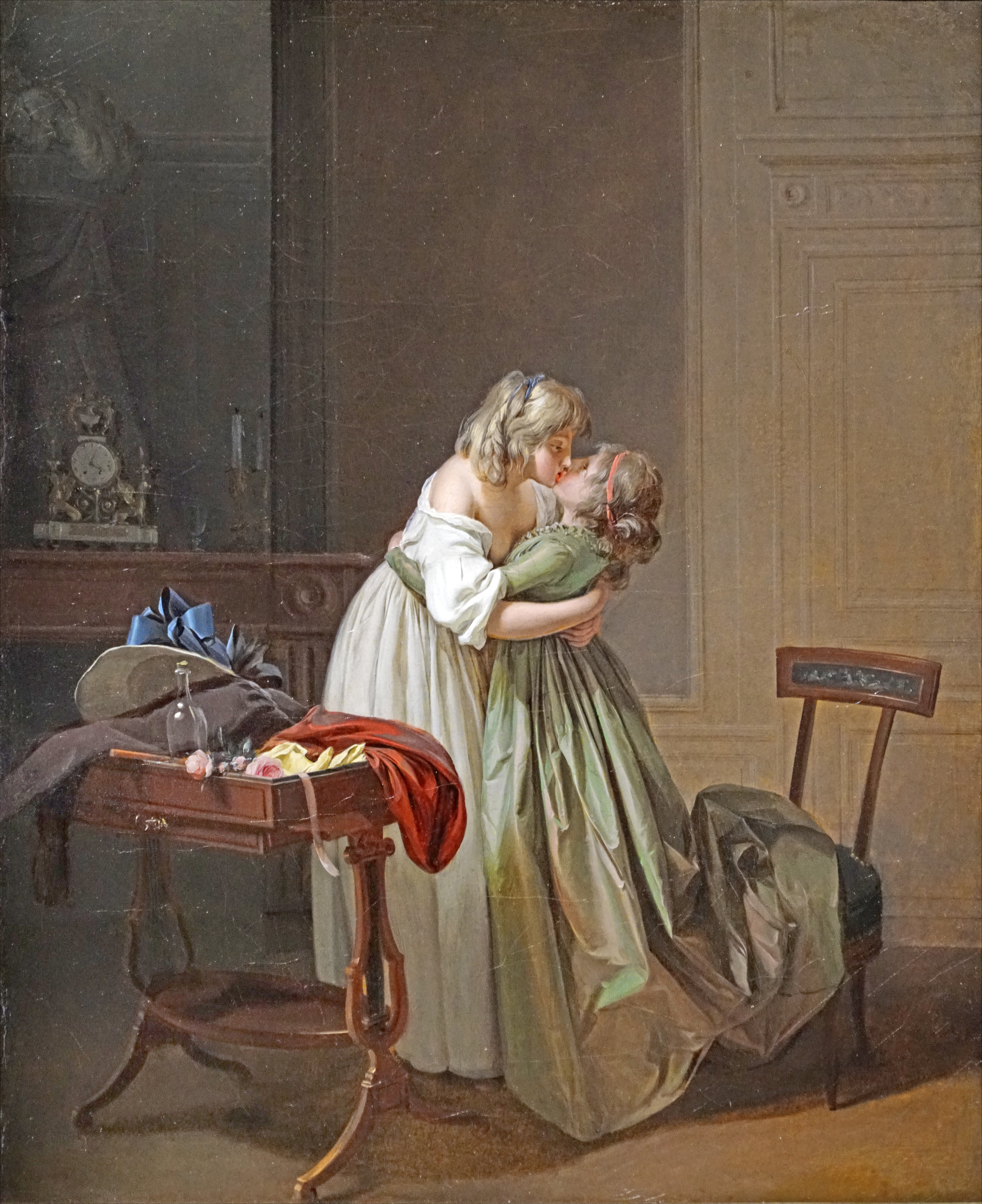
Поцелуй двух подруг. Ок. 1790. Холст, масло. Музей Коньяк-Жэ, Париж
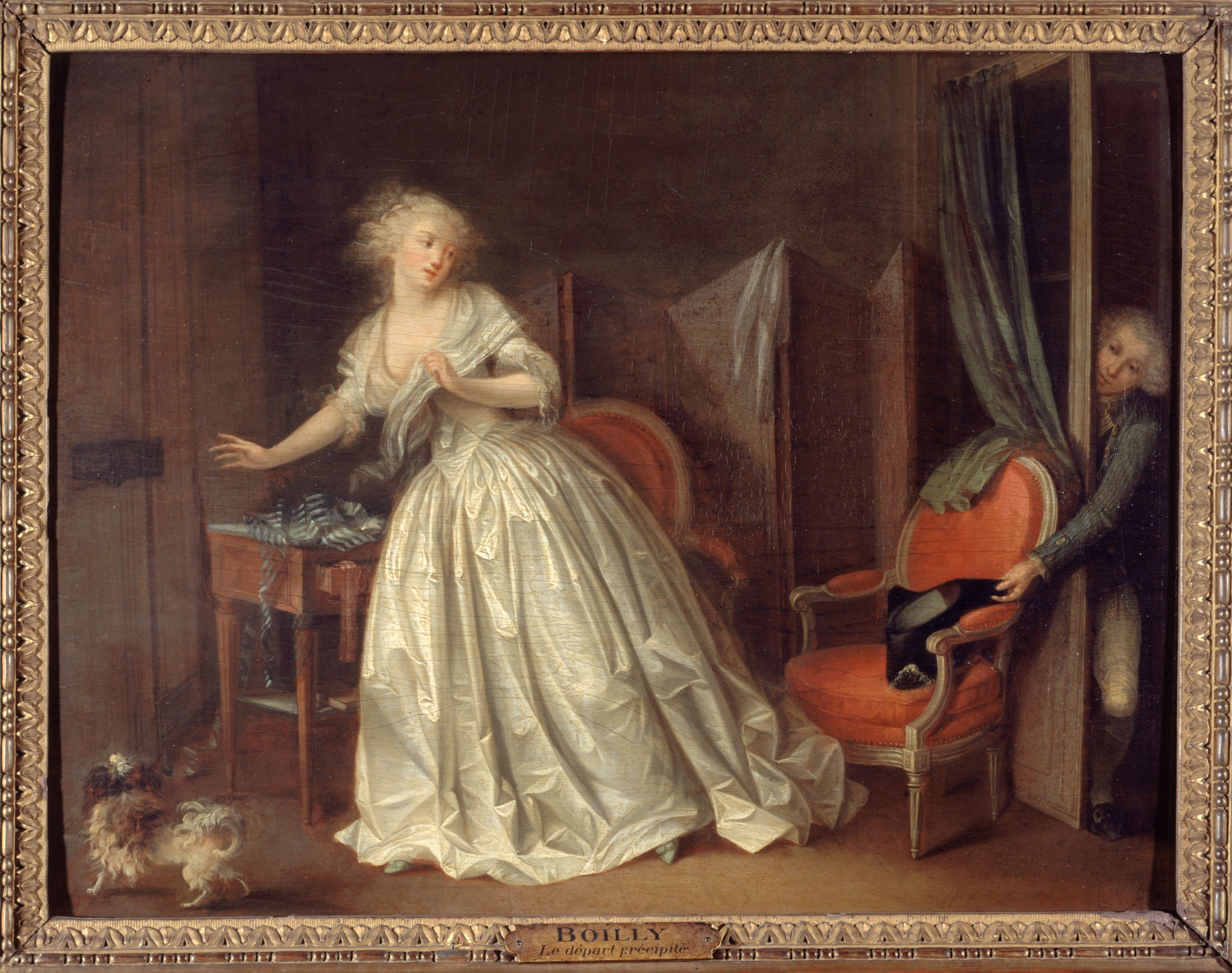
Поспешное бегство. Ок. 1790. Холст, масло. Музей Коньяк-Жэ, Париж
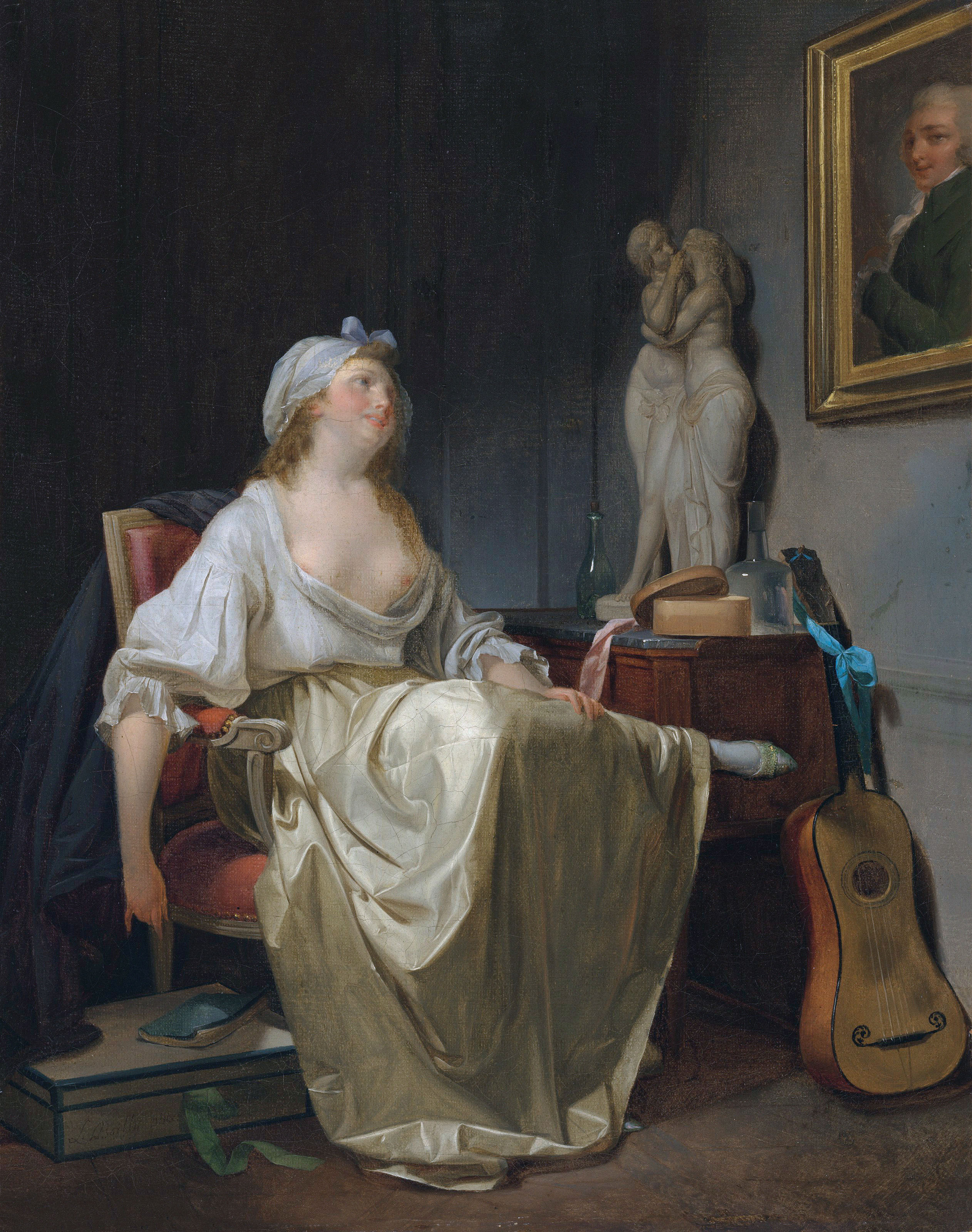
Перед туалетом
Мадам Сент-Анж Шеврие. 1807. Холст, масло. Национальный музей изобразительных искусств, Стокгольм
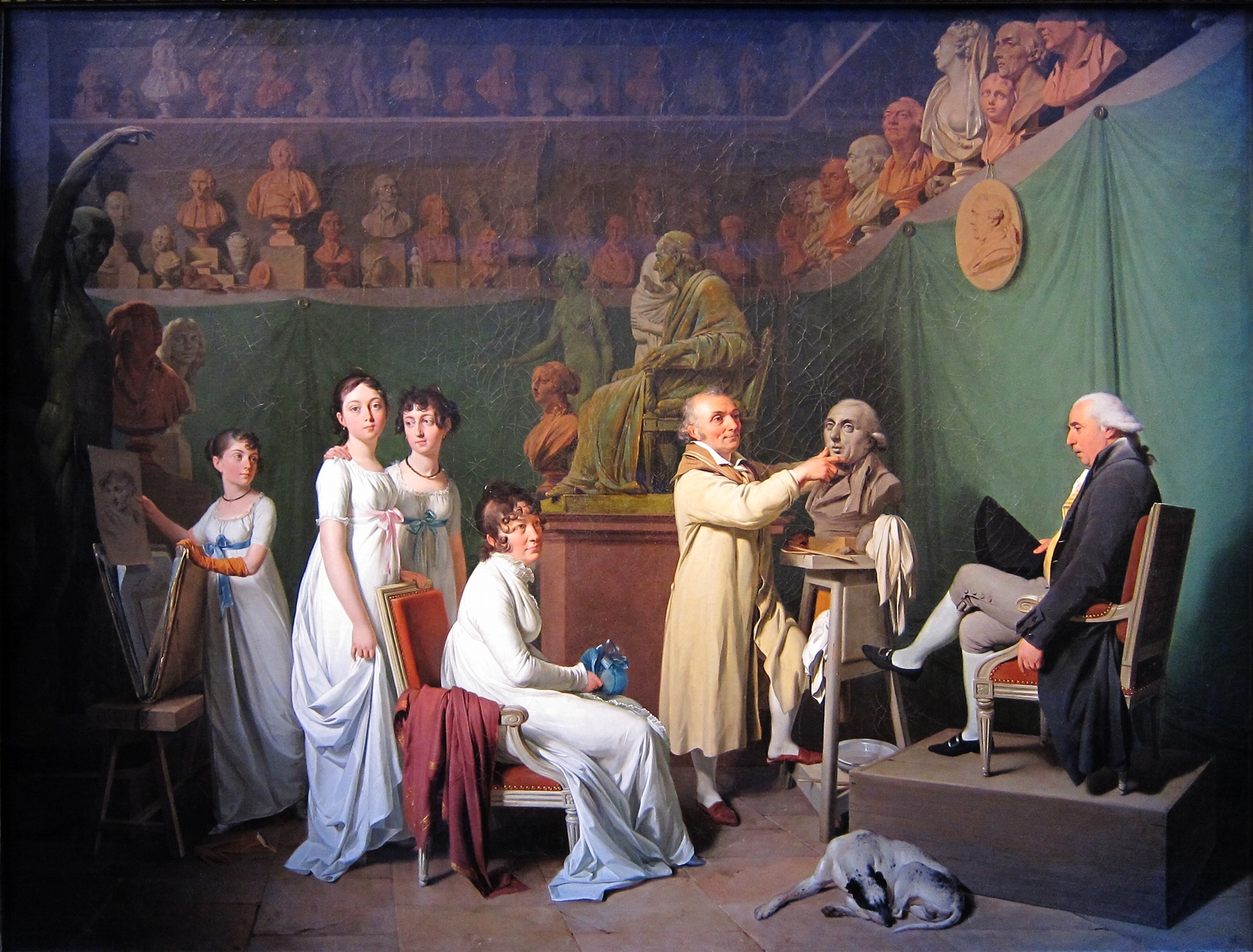
Жан-Антуан Гудон лепит бюст Ла Пласа в своём ателье. Ок. 1803. Холст, масло. Лувр (Музей декоративного искусства), Париж
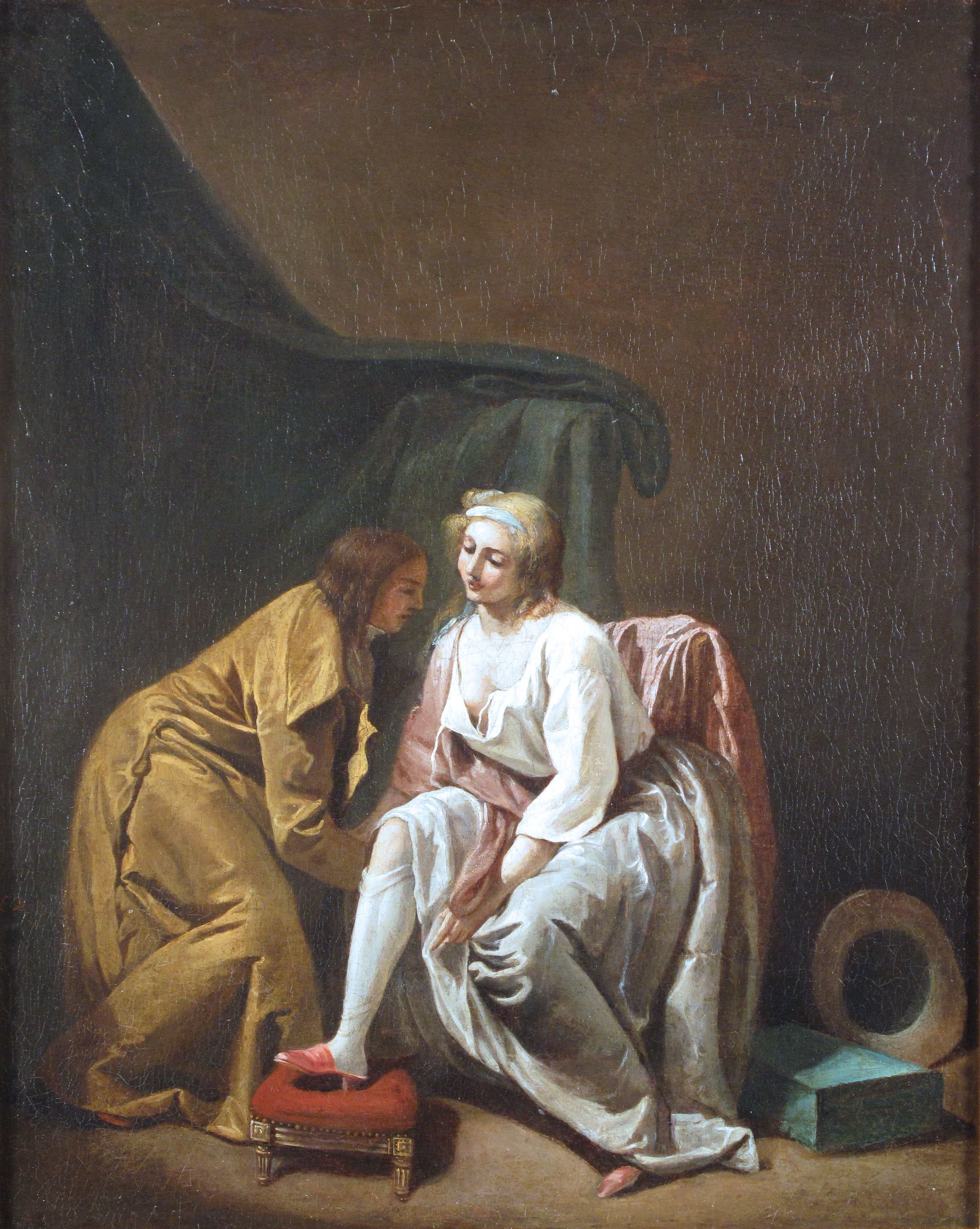
Галантная сцена. 1791. Холст, масло. Частное собрание
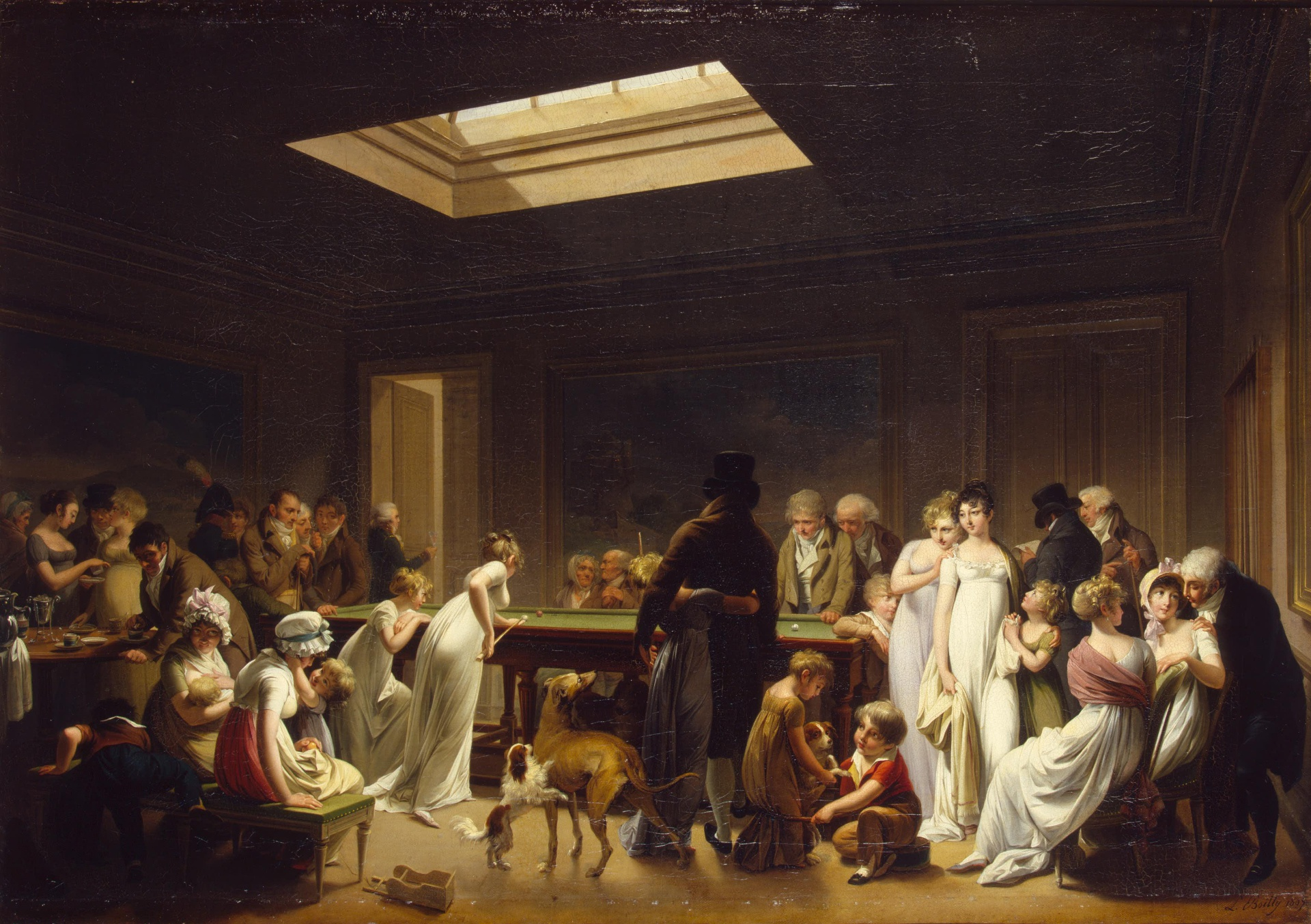
Биллиард. 1807. Холст, масло. Государственный Эрмитаж, Санкт-Петербург
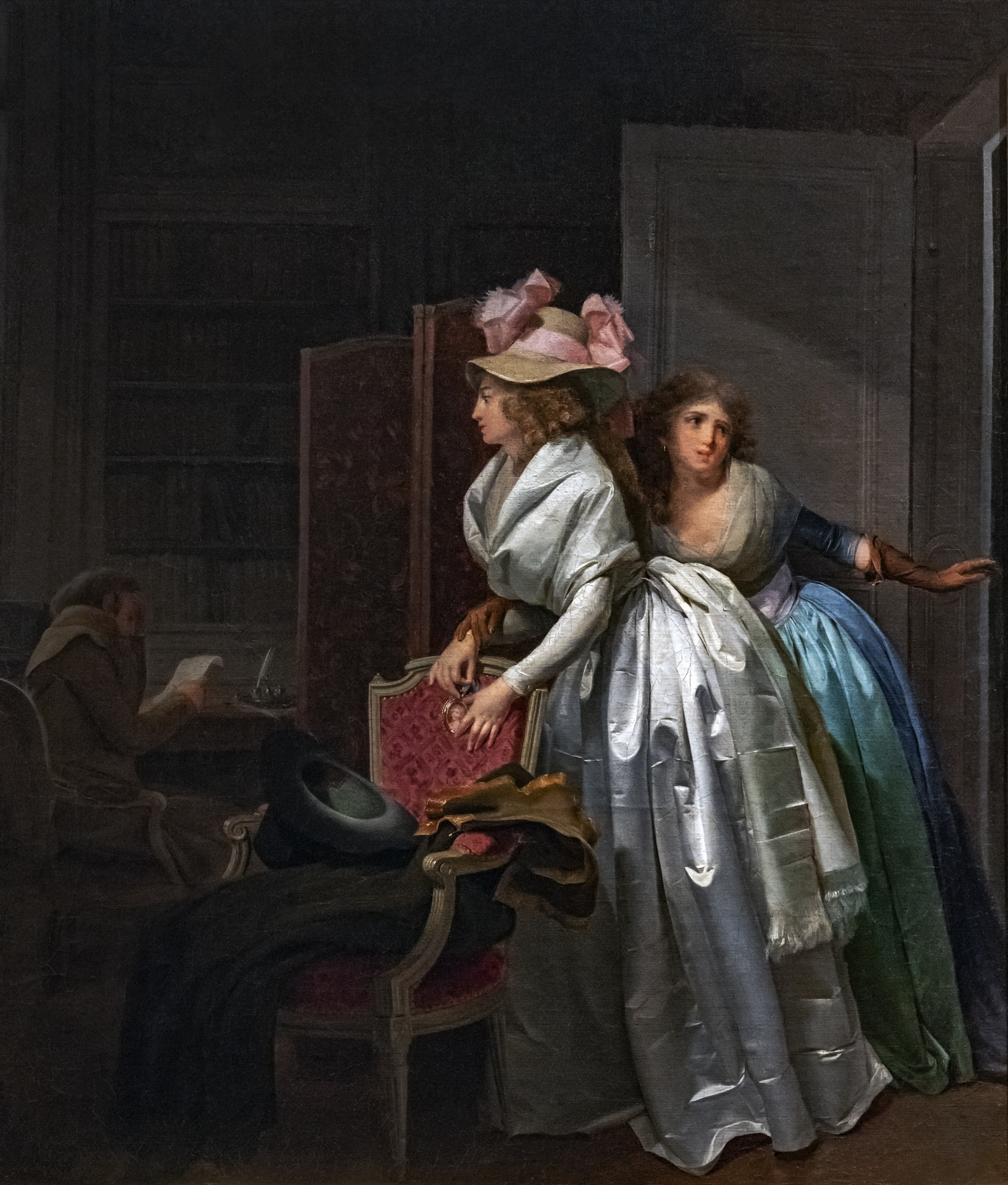
Деликатный подарок. 1787. Холст, масло. Фонд Бемберг, Тулуза
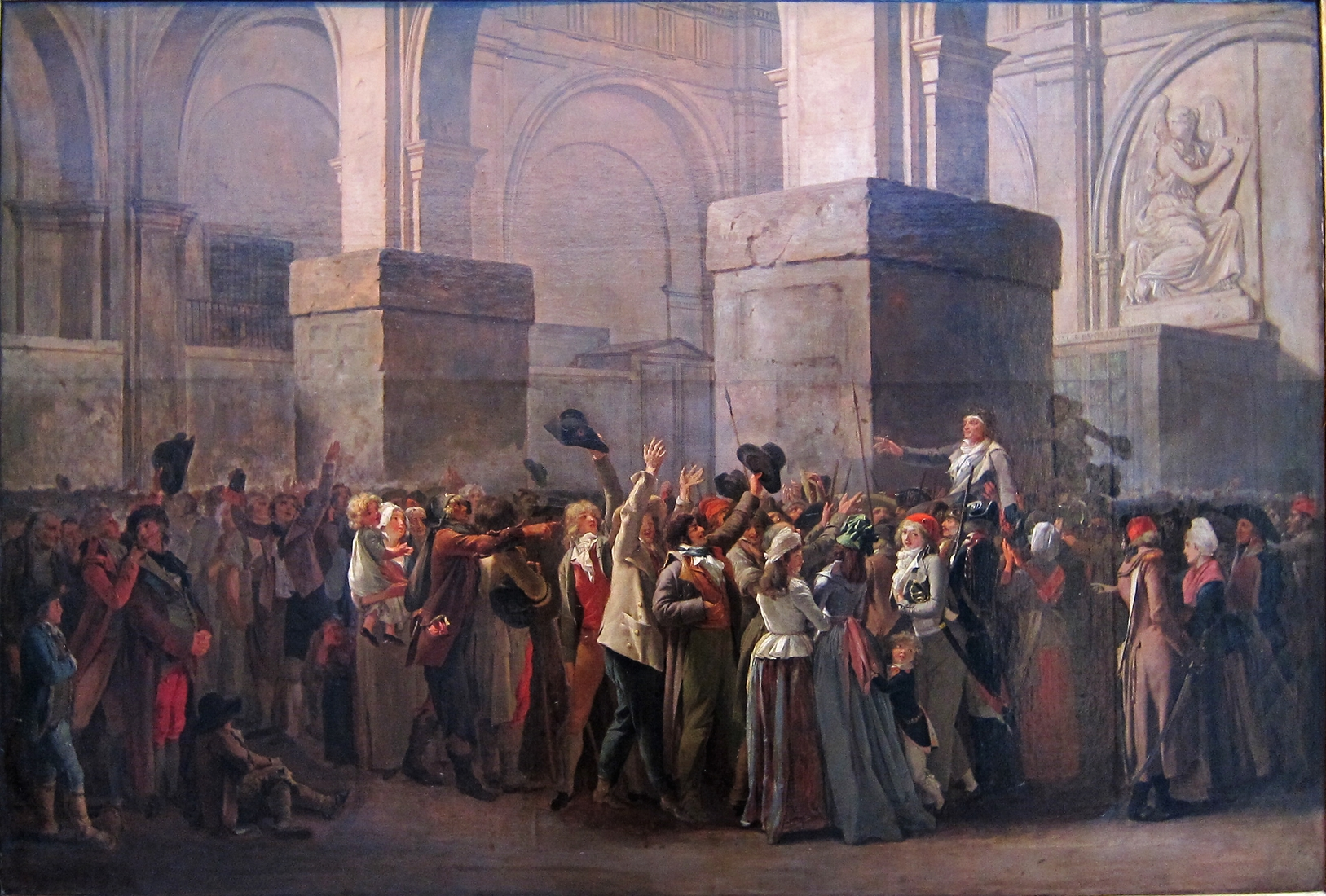
Триумф Марата. 1794. Холст, масло. Дворец изящных искусств, Лилль
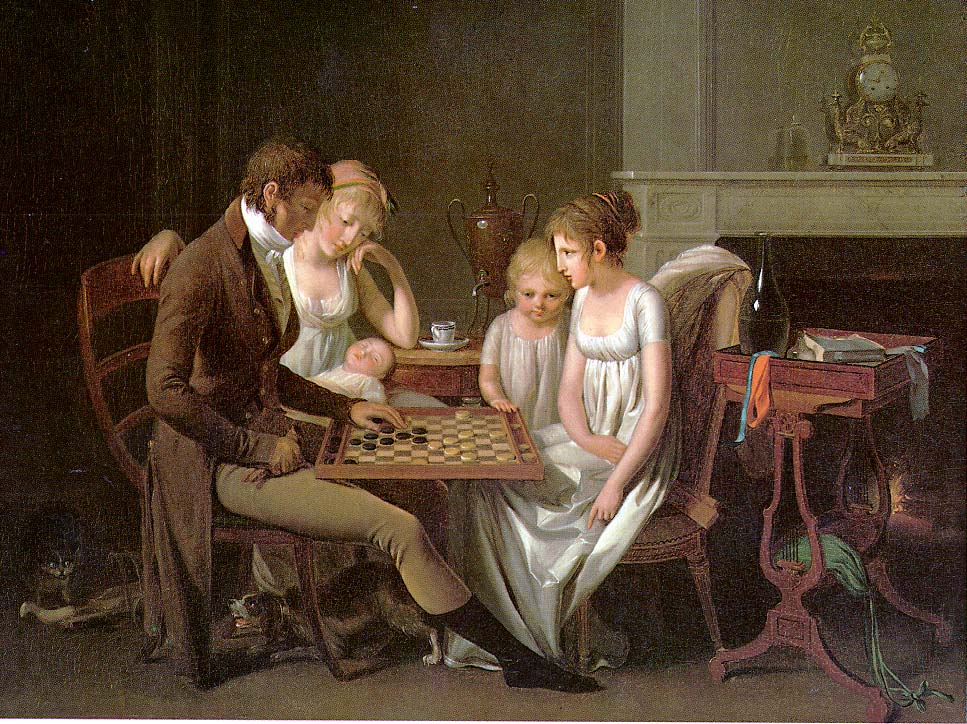
Семейная игра в шашки. Ок. 1803.
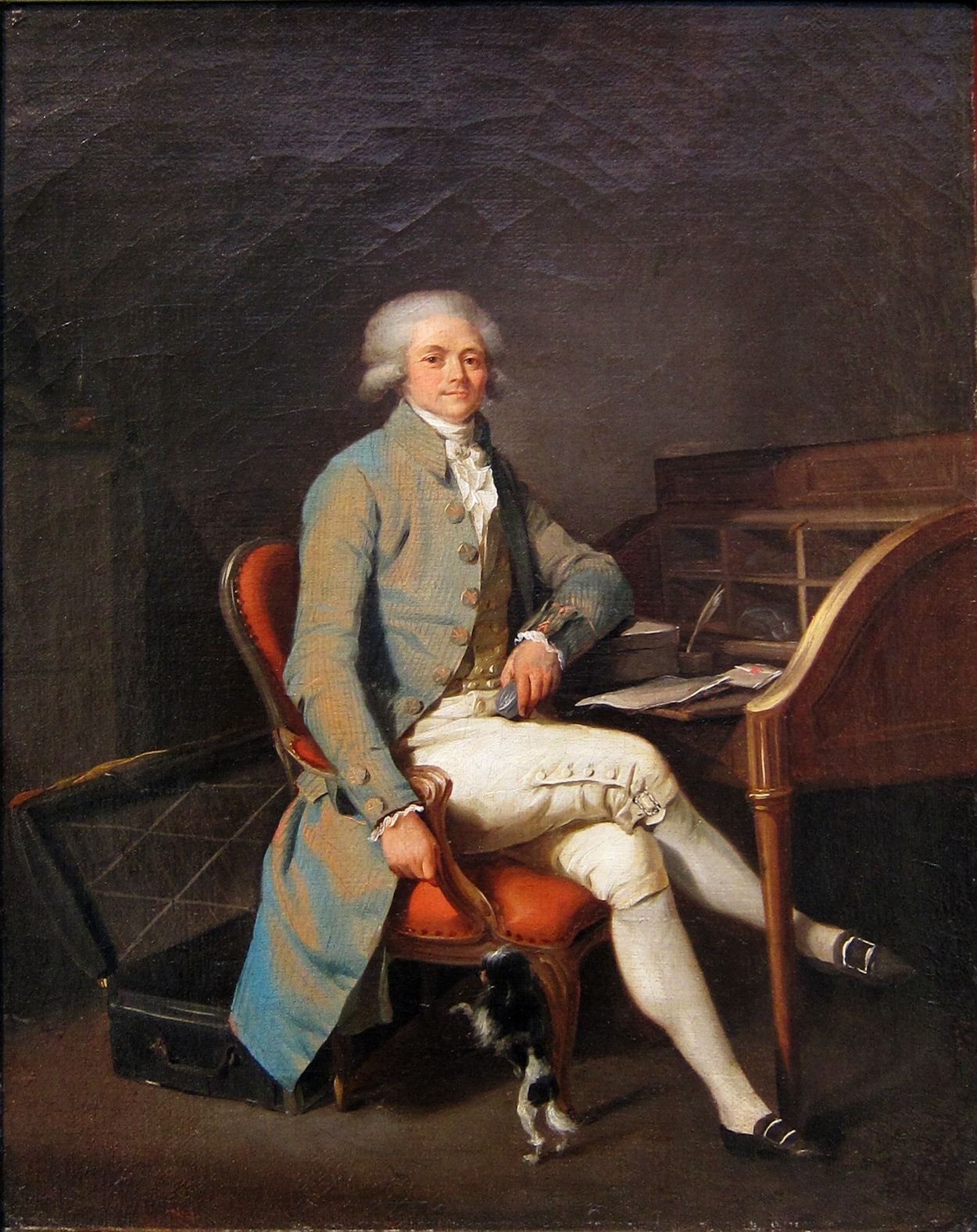
Портрет Максимилиана де Робеспьера. Ок. 1791. Холст, масло. Дворец изящных искусств, Лилль
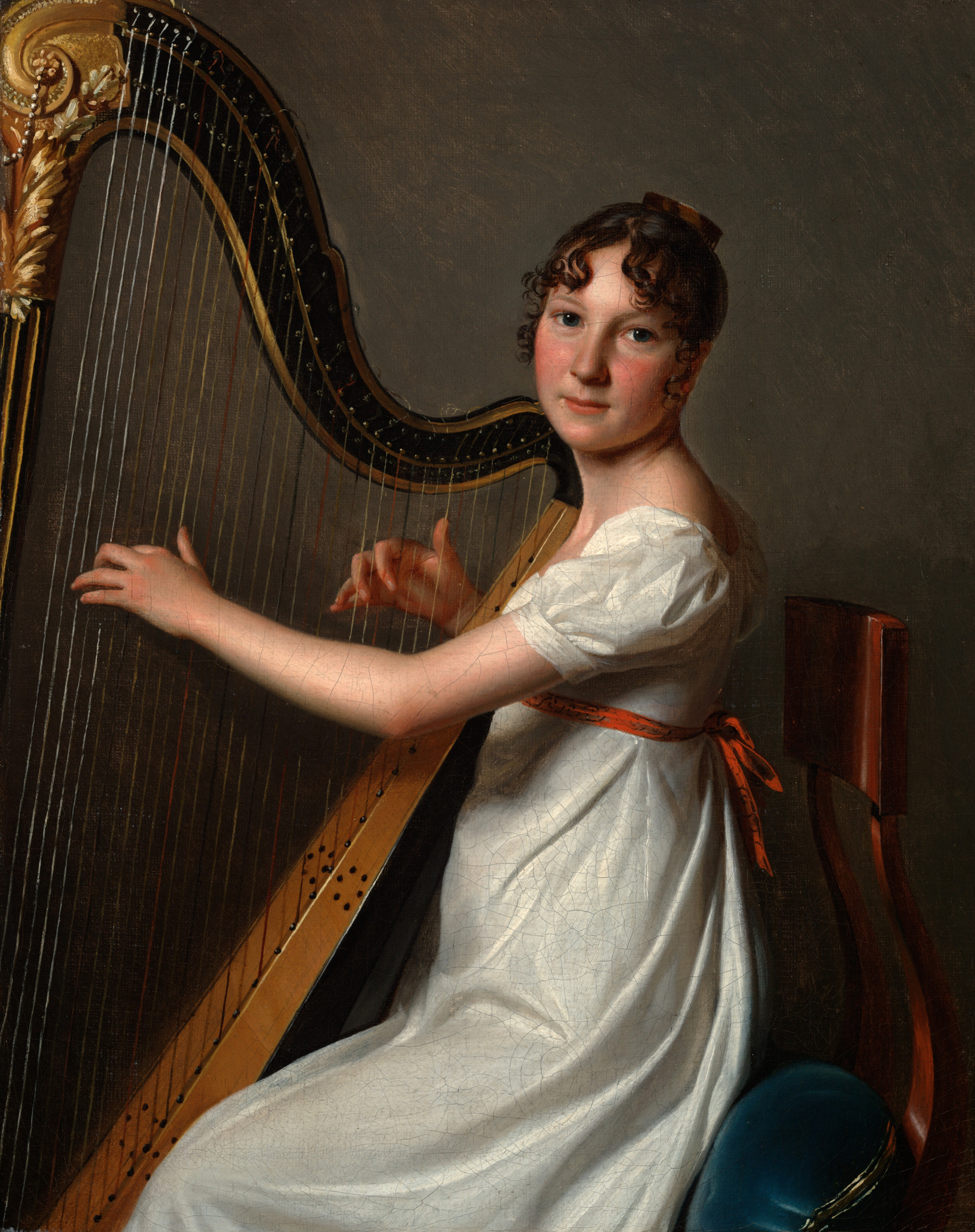
Молодая арфистка. 1806-1808. Холст, масло. Художественная галерея Йельского университета, Нью-Хейвен, США
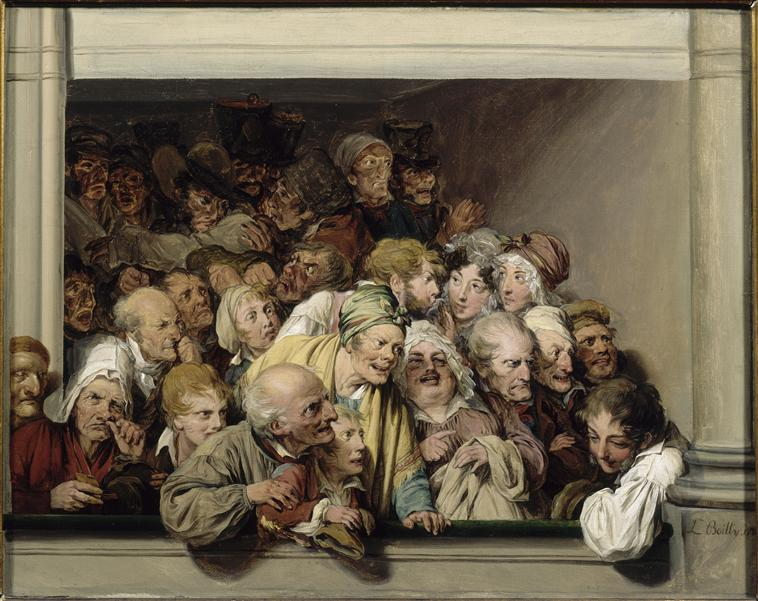
На галёрке. День бесплатного спектакля. 1830. Холст, масло.

## Из серии литографий «Гримасы». 1823

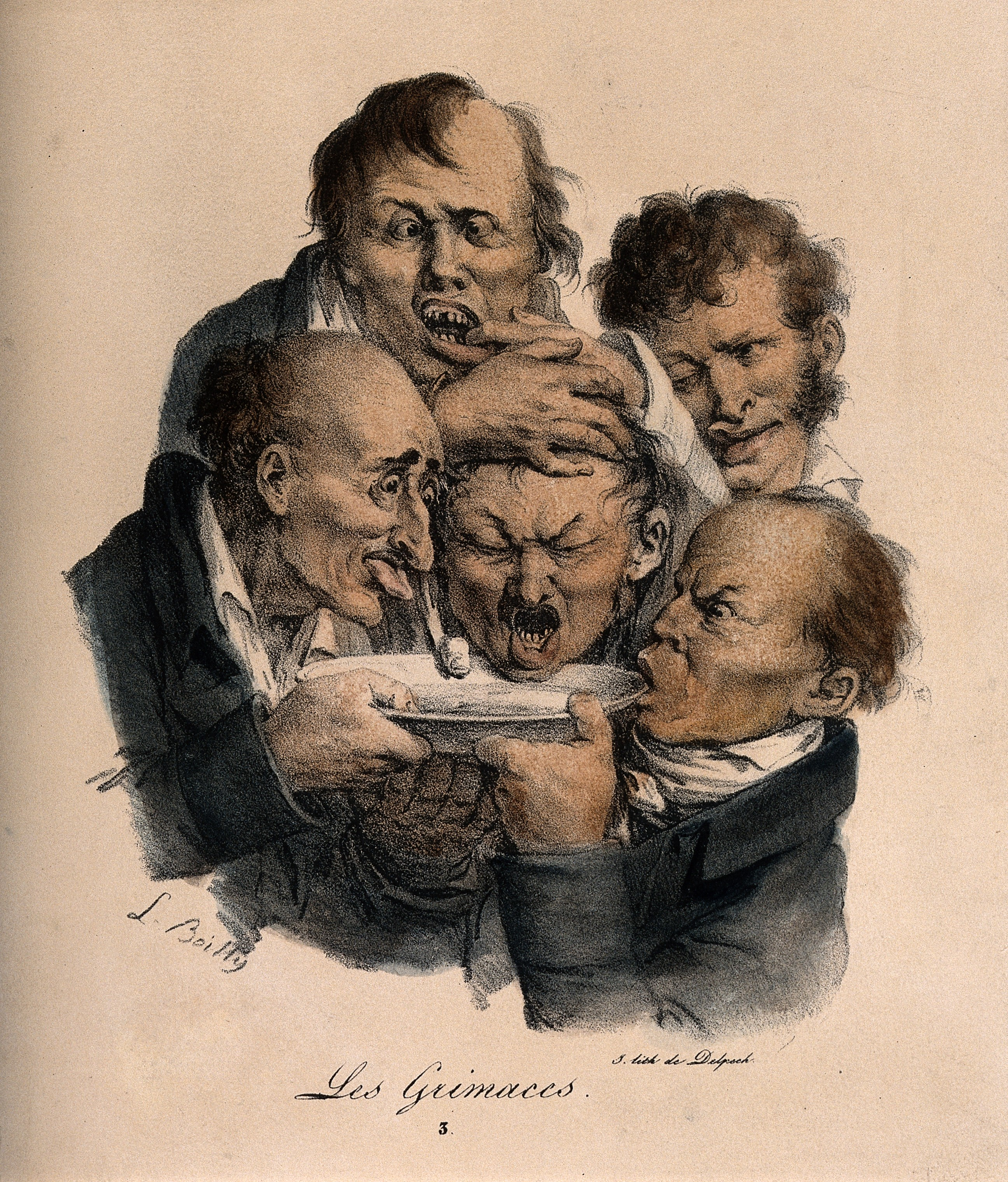
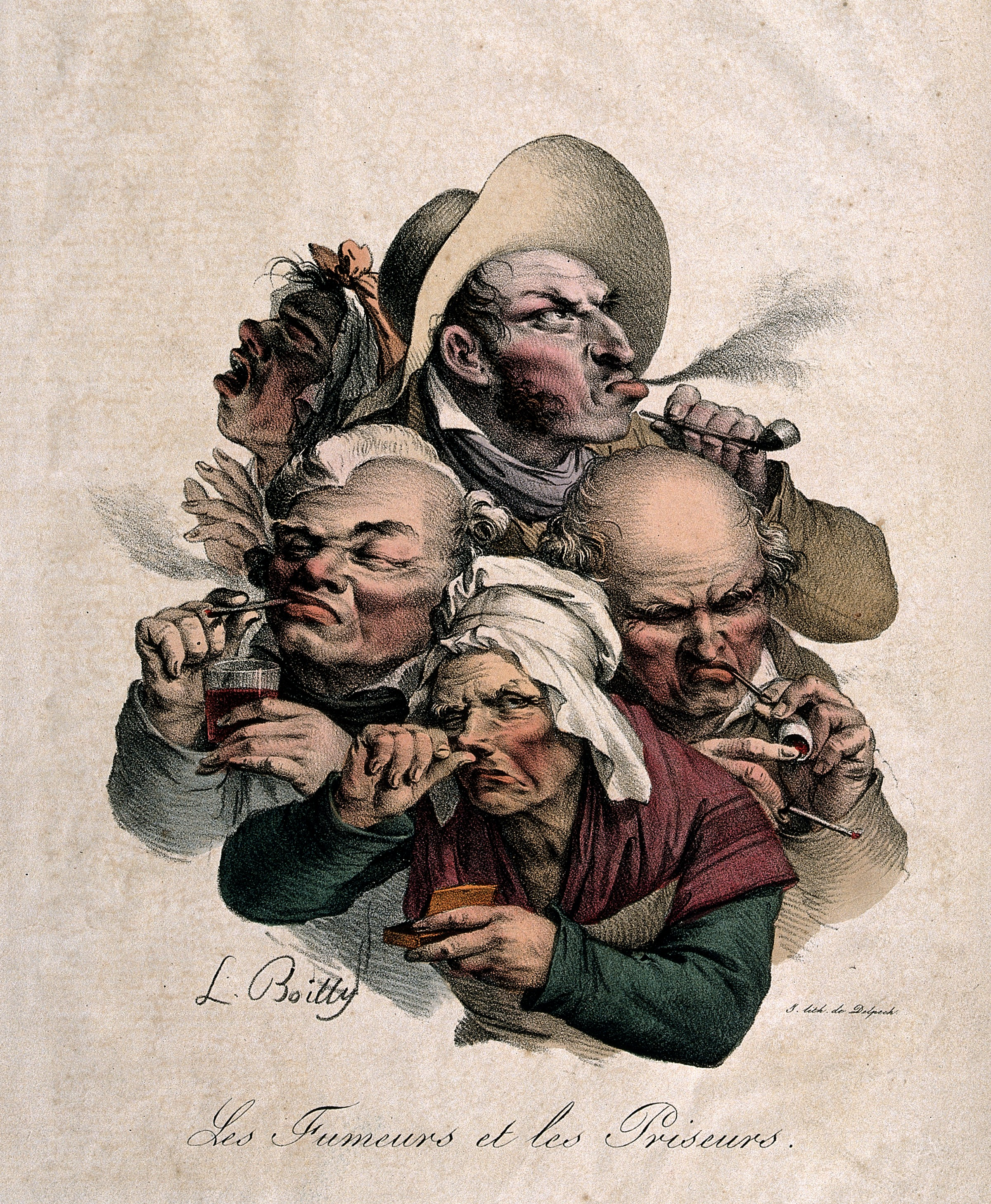
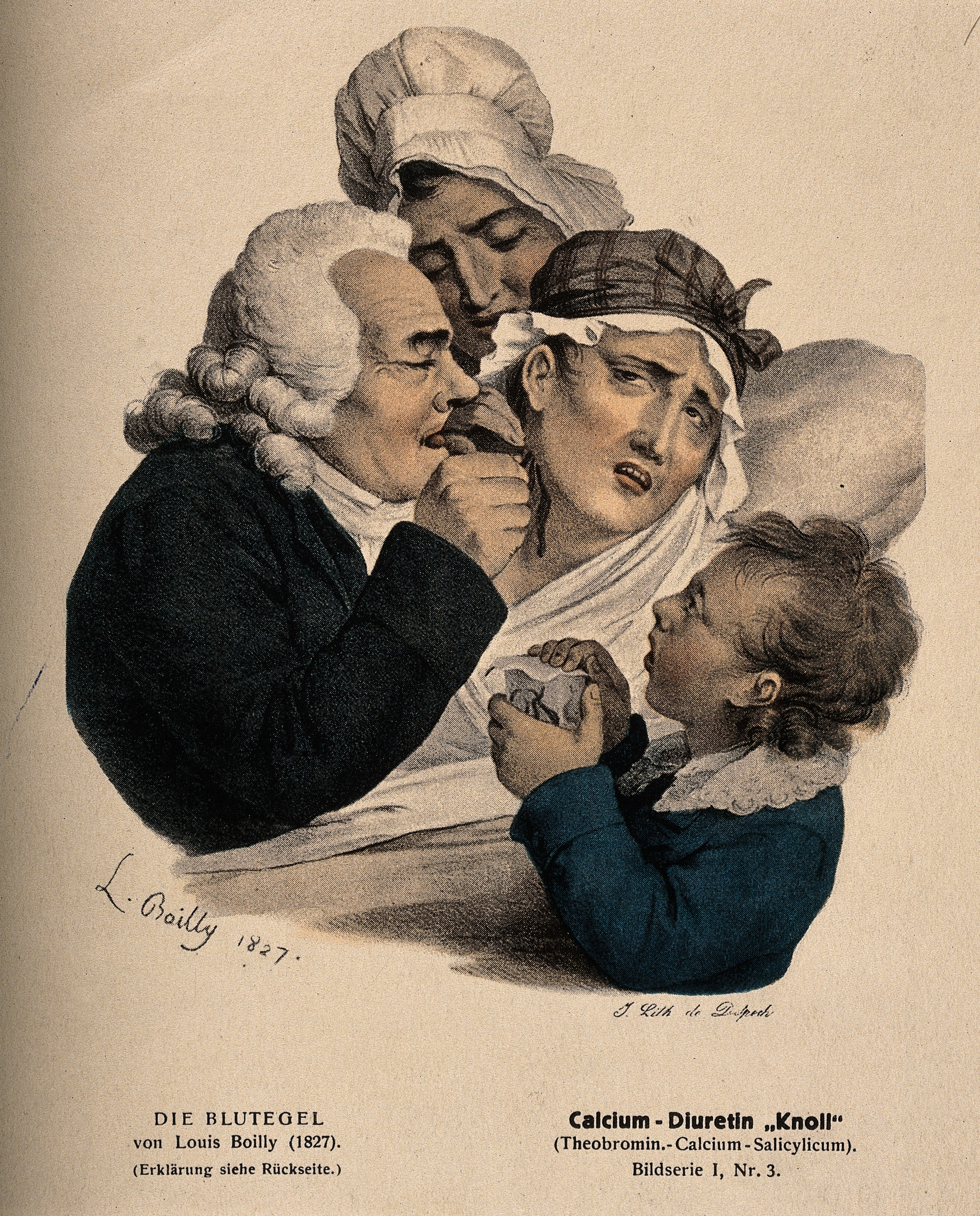
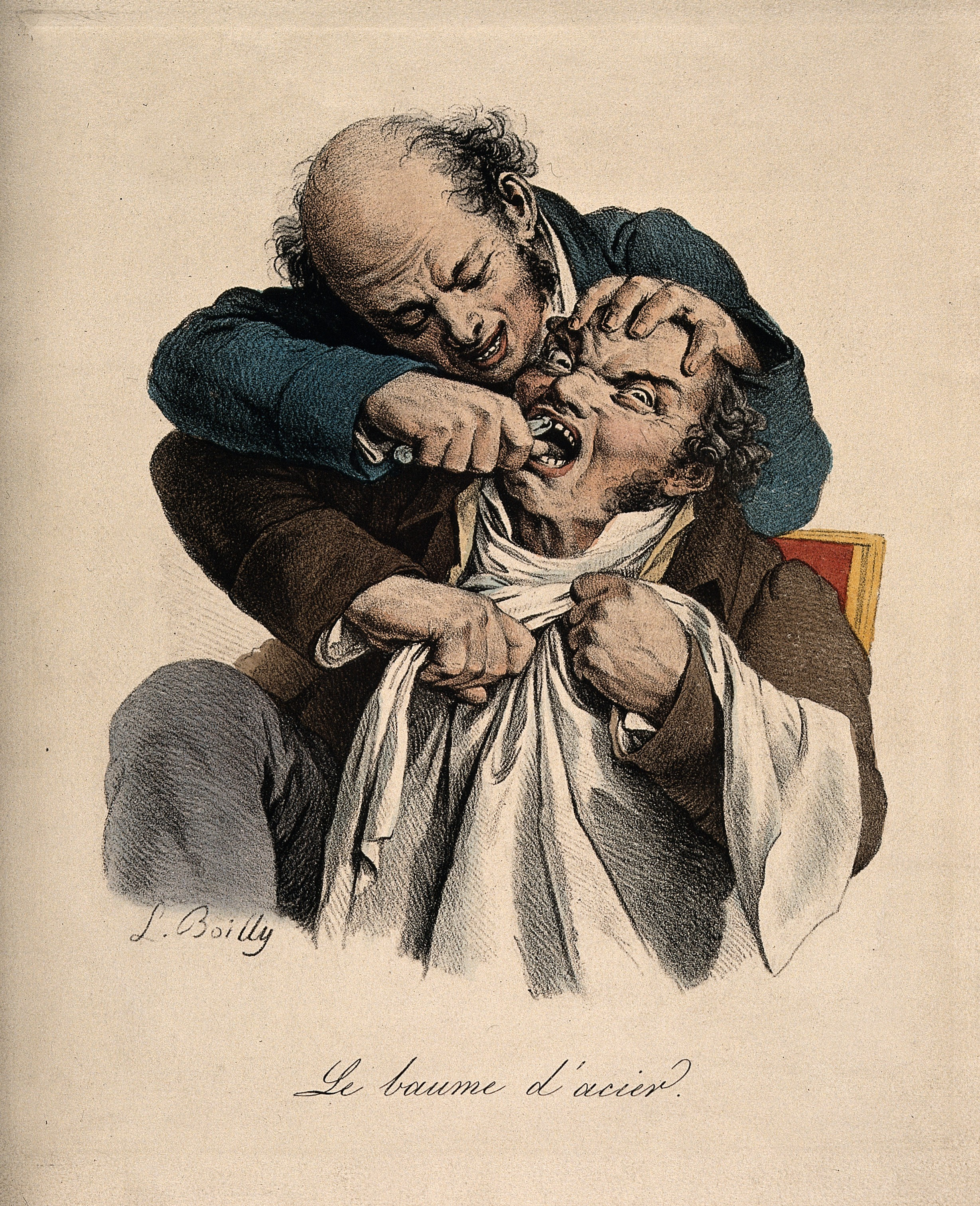
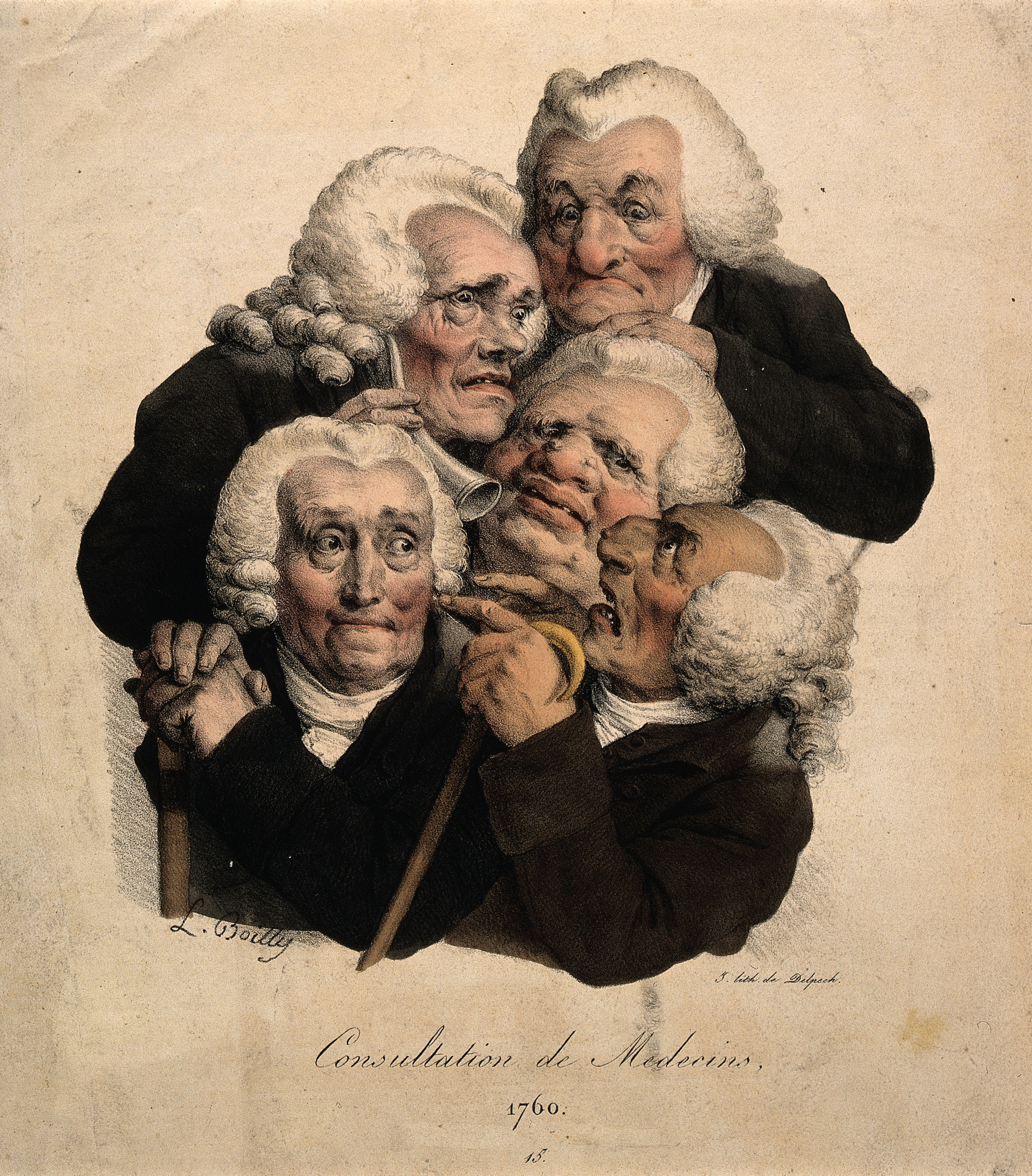
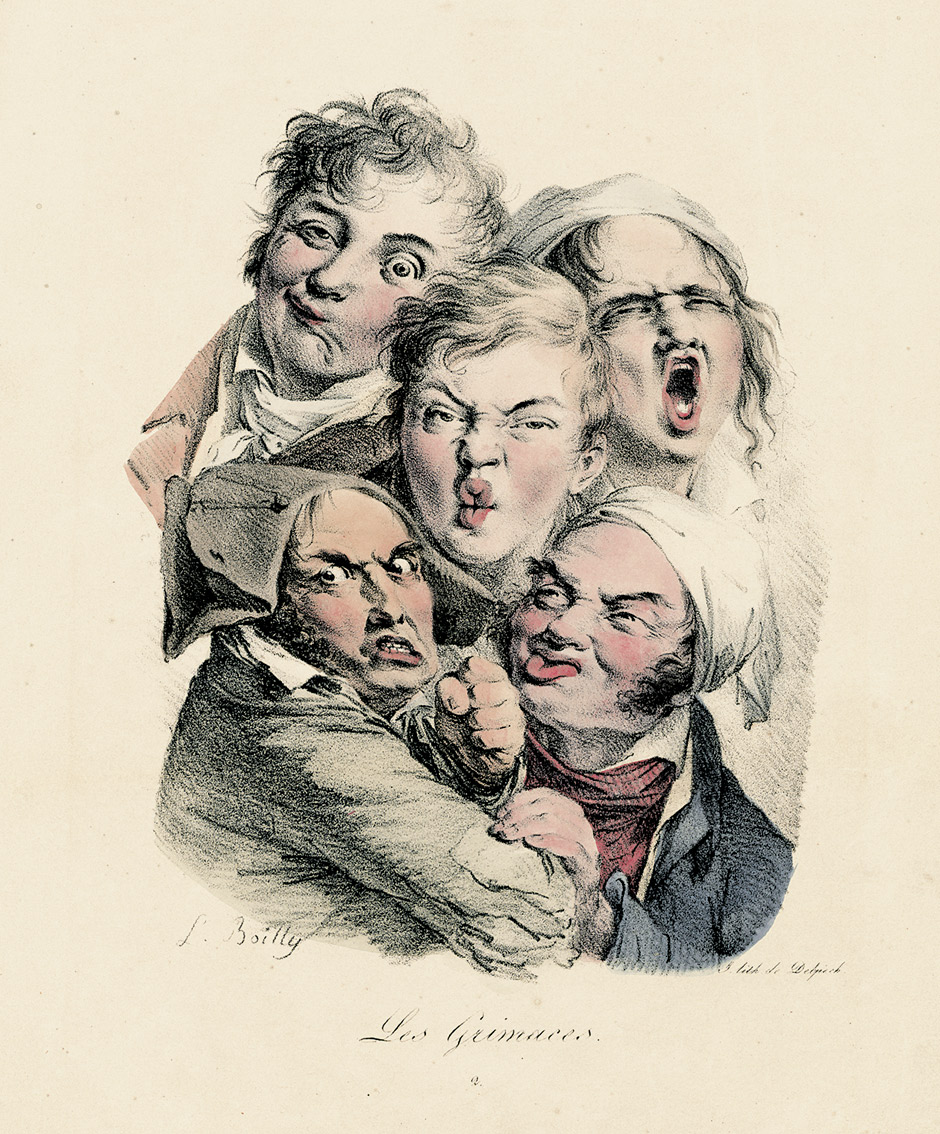
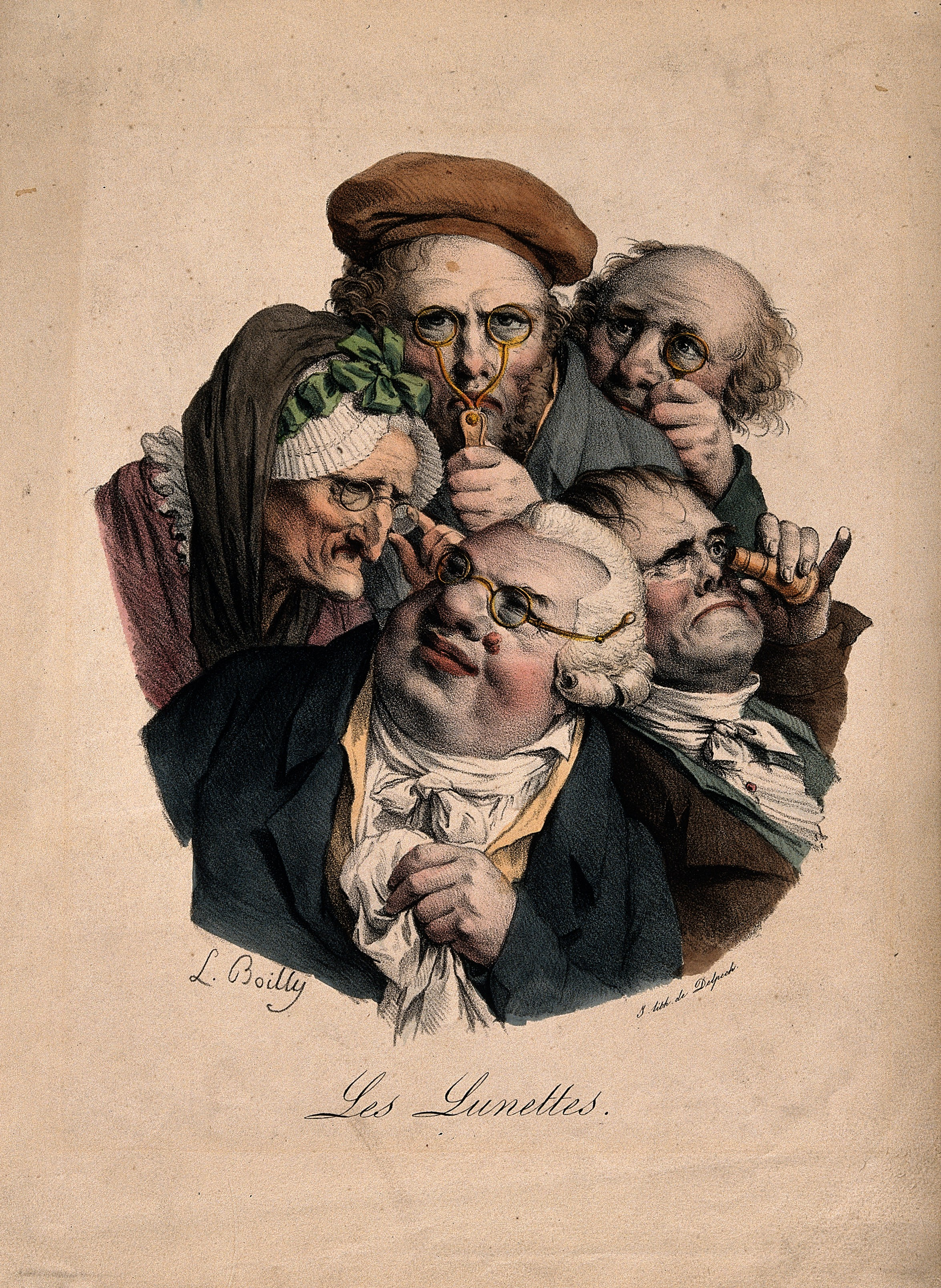